# Tamarix kotschyi
Tamarix kotschyi är en tamariskväxtart som beskrevs av Bge. Tamarix kotschyi ingår i släktet tamarisker, och familjen tamariskväxter. Inga underarter finns listade.